# Betal din Skat med Glæde
Betal din Skat med Glæde er en propagandafilm fra 1945 instrueret af Hagen Hasselbalch efter eget manuskript.

## Handling
Den der snyder staten, snyder sine medmennesker - jagten på en skattesnyder. Hr. Middelmand, tidligere skattesnyder, er hovedpersonen i et moralsk drama, som anskueliggør følgerne af at unddrage sig sit bidrag til de offentlige udgifter. Hans kone udskrives fra hospitalet; hans søn smides ud af skolen; da der udbryder ildebrand i hans hjem, opdager han, at der er lukket for vandet osv.